# シクロオクタジエンロジウムクロリドダイマー
シクロオクタジエンロジウムクロリドダイマー (cyclooctadiene rhodium(I) chloride dimer) は、化学式 Rh2Cl2(C8H12)2 のロジウム錯体である。通常は省略して Rh2Cl2(cod)2 などと書かれる。空気中で安定に取り扱える黄橙色の粉末で、均一系触媒の前駆体として有機合成で広く使われる。

## 合成と反応
Rh2Cl2(cod)2は、窒素置換した水性エタノール中で、炭酸ナトリウム存在下に塩化ロジウム(III)水和物と1,5-シクロオクタジエン (COD) とを共に熱して作られる。このとき、Rh(III)は エタノールにより還元を受けて+I価に変わる。
2RhCl
3(H
2O)
3 + 2C
8H
12 + 2CH
3CH
2OH + 2Na
2CO
3  →  [RhCl(C
8H
12)]
2 + 2CH
3CHO + 8H
2O + 2CO
2 + 4NaCl
Rh2Cl2(cod)2 は形式上、カチオン "[Rh(cod)]+" としての反応性を示す多用途な求電子剤である。
[RhCl(cod)]
2 + nL  →  [LnRh(cod)]+
Cl−
 (L = PR3, アルケンなど)
例えばこのようにして、Chiraphos、DIPAMP、DIOPのようなキラルなホスフィン配位子がロジウム上に結合する。そうして得られるキラル触媒はプロキラルなアルケンを非対称的に水素化する。